# Amprion

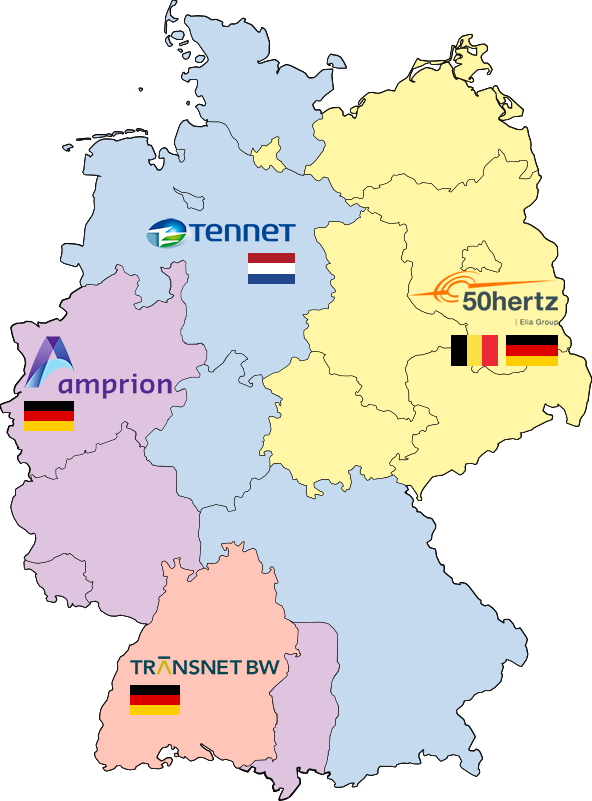
Het Duitse net van TenneT, 50Hertz, Amprion en TransnetBW

Amprion GmbH is een Duitse transmissienetbeheerder met zijn hoofdvestiging in Dortmund. Voorheen heette dit bedrijf RWE Transportnetz Strom GmbH, maar heeft in 2009 de naam Amprion aangenomen.

## Eigenaren
Amprion heeft twee aandeelhouders, M31 Beteiligungsgesellschaft mbH & Co. Energie KG met 74,9% van de aandelen en RWE AG die de resterende 25,1% in handen heeft. De aandeelhouders van M31 Beteiligungsgesellschaft is een consortium van voornamelijk Duitse institutionele beleggers zoals MEAG MUNICH ERGO, Swiss Life en Talanx. In december 2024 heeft RWE het minderheidsbelang in Amprion in de verkoop gezet.

## Activiteiten
Amprion beheert een hoogspanningsnet van 11.000 kilometer en transporteert elektriciteit door een gebied dat zich uitstrekt van Nedersaksen tot de Alpen. Het net bestaat uit kabels van 220 kilovolt (kV) en 380kV. In het werkgebied wonen zo'n 29 miljoen mensen en ongeveer een derde van de Duitse economische productie vindt hier plaats. Zo'n 60 klanten zijn via ruim 1100 aan- en afnamepunten aangesloten op het transportnet van Amprion. Klanten zijn afnemers als industriële ondernemingen en distributienetbeheerders en elektriciteitscentrales voor het aanbod.
In november 2020 kwam de ALEGrO verbinding gereed. Het is een ondergrondse gelijkstroom-hoogspanningskabel tussen Aken en Luik, een afstand van 90 kilometer. Het is de eerste stroomverbinding tussen Duitsland en België. Het heeft een capaciteit van 1000 megawatt (MW).
Amperion is lid van het Europees netwerk van transmissiesysteembeheerders voor elektriciteit (ENTSO-E).

## Regulering
Als transmissienetbeheerder is Amprion een monopolist. Voor de vaststelling van haar tarieven is de Bundesnetzagentur (BNetzA) verantwoordelijk. Hierbij wordt rekening gehouden met het geïnvesteerde vermogen, de zogenaamde regulated asset base (RAB), en een efficiënte bedrijfsvoering. In het tarief zit een component dat de vermogensverschaffers een redelijk rendement geeft over het geld dat zij in Amprion hebben geïnvesteerd.
Per jaareinde 2023 had Amprion een RAB van € 8,4 miljard. Voor de komende vijf jaar verwacht het bedrijf investeringen te doen ter waarde van € 27,5 miljard. Dit betreft een versterking en uitbreiding van het hoogspanningsnetwerk op het land. De capaciteit tussen het noorden en zuiden van Duitsland zal naar verwachting verdubbelen tot 2030 en zijn verdrievoudigd in het jaar 2045. De stroom van nieuwe offshore windprojecten op de Noordzee moet naar het zuiden worden getransporteerd. Verder worden de verbindingen met buurlanden uitgebreid.